# Liste der Monuments historiques in Val-d’Izé
Die Liste der Monuments historiques in Val-d’Izé führt die Monuments historiques in der französischen Gemeinde Val-d’Izé auf.

## Liste der Bauwerke
| Bezeichnung              | Beschreibung                           | Standort | Kennzeichnung | Schutzstatus | Datum | Bild           |
| ------------------------ | -------------------------------------- | -------- | ------------- | ------------ | ----- | -------------- |
| Château du Bois-Cornillé | Schloss, erbaut ab dem 15. Jahrhundert | (Lage)   | PA00090893    | Inscrit      | 1988  | weitere Bilder |
| Kirche St-Étienne        | Erbaut im 19./20. Jahrhundert          | (Lage)   | PA35000067    | Inscrit      | 2014  | weitere Bilder |

## Liste der Objekte

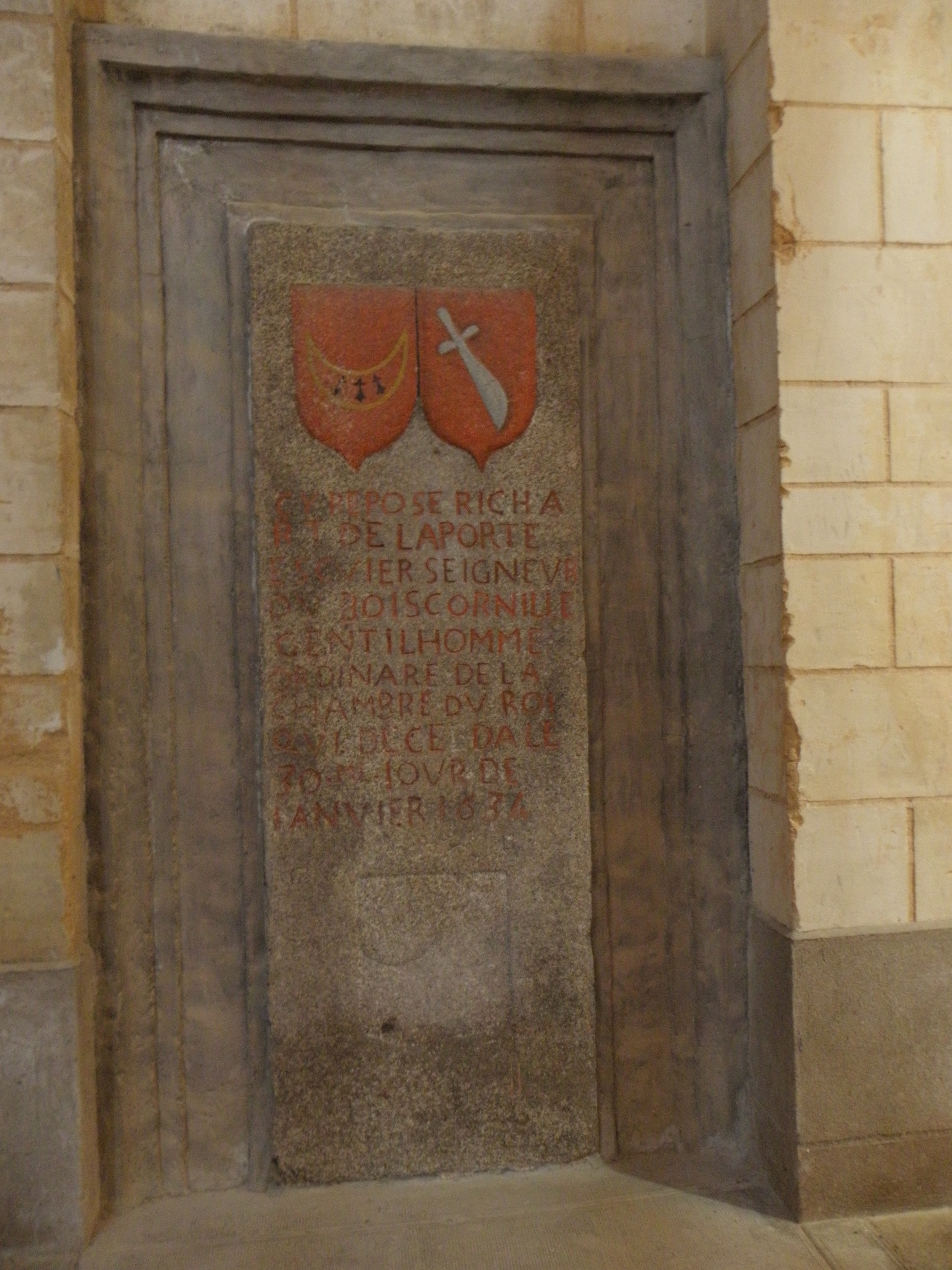
Grabplatte in der Kirche St-Étienne

- Monuments historiques (Objekte) in Val-d’Izé in der Base Palissy des französischen Kultusministeriums